# Imposto de Transmissão Causa Mortis e Doação
O Imposto sobre Transmissão Causa Mortis e Doação (ITCMD) é um imposto brasileiro de competência dos estados e do Distrito Federal, que incide quando da transmissão não onerosa de bens ou direitos, tal como ocorre na herança (causa mortis) ou na doação (intervivos). O fato gerador do ITD ocorre quando da transmissão "causa mortis" ou doação a qualquer título ou pelo domínio útil de bens imóveis e de direitos a ele relativos, como os bens móveis, títulos e créditos, inclusive direitos a eles relativos.
Os contribuintes do imposto são, em caso de herança, os herdeiros ou legatários. No caso de doação, pode ser tanto o doador como o donatário. A função do ITD é extrafiscal e fiscal.
A alíquota utilizada varia de acordo com uma tabela progressiva, que determina a alíquota de acordo com a soma do valor venal dos bens doados ou transmitidos. A base de cálculo é o valor venal dos bens, dos títulos ou dos créditos transmitidos ou doados.

## Previsão constitucional
A competência dos Estados e do Distrito Federal para instituir o ITCMD está prevista no artigo 155 da Constituição da República Federativa do Brasil de 1988.
A Constituição estabelece que o ITCMD terá suas alíquotas máximas fixadas pelo Senado Federal (artigo 155, inciso I, combinado com seu próprio parágrafo 1º, inciso IV).
A Resolução n. 9, de 1992, do Senado Federal, dispôs que a alíquota máxima do ITCMD será de oito por cento (8%), corroborando que as alíquotas, fixadas pelos Estados, podem ser progressivas. As legislações estaduais, quando preveem a progressividade, adotam os critérios da base de cálculo e/ou do grau de parentesco com o de cujus ou doador.

## Características
Possui função fiscal e extrafiscal: tem a finalidade de arrecadar recursos financeiros para os Estados e Distrito Federal, mas também de ordenar a economia e as relações sociais.
O lançamento do crédito tributário é feito por homologação.
Ocorre o fato gerador:
- na transmissão de qualquer bem ou direito havido por sucessão legítima ou sucessão testamentária, inclusive a sucessão provisória;
- na transmissão por doação, a qualquer título, de quaisquer bens ou direitos;
- na aquisição de bem ou direito em excesso pelo herdeiro ou cônjuge meeiro, na partilha, em sucessão causa mortis ou em dissolução de sociedade conjugal.

A base de cálculo é o valor venal dos bens ou direitos transmitidos. A Fazenda Pública deve avaliar o bem transmitido ou doado para se chegar ao quantum a ser tributado.
Há casos em que o bem já demonstra o seu valor; já outros, em que a cotação específica é realizada por órgãos especializados, como por exemplo nos casos onde a tributação recai sobre o valor das ações de sociedades por ações de capital aberto, sendo o referido valor venal detectável prontamente.
Quando tais aferições não forem possíveis, o contribuinte deve apresentar à Fazenda Pública laudo de avaliação que esclareça o método utilizado para avaliar o tipo de bem, respeitando-se assim, entre outros, os princípios da segurança jurídica e da isonomia.
Para a resolução dos conflitos territoriais entre as leis estaduais que criam o ITCMDs, são adotados os seguintes critérios:
- na transmissão causa mortis: para os imóveis, será recolhido o imposto no local onde se encontra o bem; para outros bens (móveis, títulos e créditos), será recolhido onde for aberta a sucessão.
- na doação, o tributo será recolhido no domicilio do doador.

Quando o doador tiver domicílio (ou residência) e se o de cujus tinha bens, domicílio ou residência no exterior, a competência dos Estados para cobrar o ITCMD será definida nos termos da Lei Complementar. Como, até hoje, a Lei Complementar prevista pela Constituição Federal (artigo 155, parágrafo 1º, inciso III) não foi editada, cada Estado tem regulado, por lei própria, a sua competência para o ITCMD em tal situação, com base na disposição do artigo 24, parágrafo 3º, da Constituição Federal.
O fato-gerador do ITCMD é pendente, significa que ele fica aguardando que o direito civil diga o momento da sucessão.

## Alíquotas e progressividade do ITCMD conforme previsto nas legislações estaduais
A adoção da progressividade e o valor das alíquotas variam bastante:
| #  | Estado              | Região | Progressivo | Tipo    | Faixas | Min.   | Máx    | Sigla |
| -- | ------------------- | ------ | ----------- | ------- | ------ | ------ | ------ | ----- |
| 1  | Distrito Federal    | CO     | sim         | n/a     | 3      | 4%     | 8%     | ITCD  |
| 2  | Roraima             | N      | não         | n/a     | 1      | 4%     | 4%     | ITCD  |
| 3  | Amapá               | N      | não         | n/a     | 1      | 2% (D) | 4% (T) | ITCD  |
| 4  | Pará                | N      | não         | n/a     | 1      | 4%     | 4%     | ITCD  |
| 5  | Amazonas            | N      | não         | n/a     | 1      | 2%     | 2%     | ITCMD |
| 6  | Tocantins           | N      | sim         | BC      | 3      | 2%     | 4%     | ITCD  |
| 7  | Acre                | N      | não         | n/a     | 1      | 2% (D) | 4% (T) | ITCMD |
| 8  | Rondônia            | N      | sim         | BC      | 3      | 2%     | 4%     | ITCD  |
| 9  | Maranhão            | NE     | não         | n/a     | 1      | 2% (D) | 4% (T) | ITCD  |
| 10 | Piauí               | NE     | não         | n/a     | 1      | 4%     | 4%     | ITCD  |
| 11 | Ceará               | NE     | sim         | BC      | 4      | 2%     | 8%     | ITCD  |
| 12 | Rio Grande do Norte | NE     | não         | n/a     | 1      | 4%     | 4%     | ITCD  |
| 13 | Paraíba             | NE     | sim         | n/a     | 1      | 2%     | 8%     | ITCD  |
| 14 | Pernambuco          | NE     | não         | n/a     | 1      | 2% (D) | 5% (T) | ICD   |
| 15 | Alagoas             | NE     | sim         | GP      | 2      | 2%     | 4%     | ITCD  |
| 16 | Sergipe             | NE     | não         | n/a     | 1      | 4%     | 4%     | ITCMD |
| 17 | Bahia               | NE     | sim         | BC e GP | 3      | 3,5%   | 8%     | ITD   |
| 18 | Mato Grosso         | CO     | sim         | BC      | 2      | 2%     | 4%     | ITCD  |
| 19 | Goiás               | CO     | sim         | BC      | 3      | 2%     | 4%     | ITCD  |
| 20 | Mato Grosso do Sul  | CO     | não         | n/a     | 1      | 3% (D) | 6% (T) | ITCD  |
| 21 | Minas Gerais        | SE     | não         | n/a     | 1      | 4%     | 4%     | ITCD  |
| 22 | Espírito Santo      | SE     | não         | n/a     | 1      | 4%     | 4%     | ITCMD |
| 23 | Rio de Janeiro      | SE     | não         | n/a     | 1      | 4%     | 8%     | ITD   |
| 24 | São Paulo           | SE     | sim         | BC      | 2      | 2,5%   | 4%     | ITCMD |
| 25 | Paraná              | S      | não         | n/a     | 1      | 4%     | 4%     | ITCMD |
| 26 | Santa Catarina      | S      | sim         | BC e GP | 5      | 1%     | 8%     | ITCMD |
| 27 | Rio Grande do Sul   | S      | sim         | BC      | 8      | 4% (D) | 6% (T) | ITCD  |

- Tipo de progressividade: BC - pela base de cálculo; GP - pelo grau de parentesco.

## Direito comparado
O ITCMD brasileiro pode ser comparado com o imposto sobre herança e doação existente em diversos países.
O termo aplicável em língua inglesa é inheritance tax ou estate tax, na Alemanha Erbschaftssteuer, no Japão souzokuzei, entre muitos outros exemplos. Em Portugal, incide o imposto do selo.

### Estados Unidos da América
O tributo pode ser cobrado pelos Estados ou pela Federação.
Há deduções da base de cálculo (por exemplo, determinados empreendimentos e fazendas que se qualifiquem).
As alíquotas impostas pela Federação são progressivas e há montantes isentos. O valor da isenção e as alíquotas máximas variaram em tempos recentes conforme a tabela a seguir:
| Ano  | Exclusion Amount | Max/Top tax rate |
| ---- | ---------------- | ---------------- |
| 2001 | US$675.000       | 55%              |
| 2002 | US$1 milhão      | 50%              |
| 2003 | US$1 milhão      | 49%              |
| 2004 | US$1,5 milhão    | 48%              |
| 2005 | US$1,5 milhão    | 47%              |
| 2006 | US$2 milhões     | 46%              |
| 2007 | US$2 milhões     | 45%              |
| 2008 | US$2 milhões     | 45%              |
| 2009 | US$3,5 milhões   | 45%              |
| 2010 | Revogada         | Revogada         |
| 2011 | US$5 milhões     | 35%              |
| 2012 | US$5,12 milhões  | 35%              |
| 2013 | US$5,25 milhões  | 40%              |
| 2014 | US$5,34 milhões  | 40%              |

A alíquota máxima já chegou a ser de 77% (setenta e sete por cento) de 1941 a 1976.
O contribuinte também pode deduzir da base de cálculo  doações de caridade feitas às instituições que se qualificam (o que inclui entidades educacionais).
O tributo não possui uma participação importante na arrecadação fiscal, mas aparentemente representa estímulo às doações para caridade e educação, conferindo-lhe então uma característica extra-fiscal.
O Congresso dos Estados Unidos da América publicou estudo sobre os efeitos desse tributo nas doações para caridade.
Pesquisa no país aponta para o aumento da participação de doações privadas no financiamento de universidades públicas.
William Henry Gates, pai de Bill Gates, George Soros, Warren Buffet e Steven Rockefeller já sairam em defesa do estate tax norte-americano.

### Reino Unido
O inheritance tax britânico adota, em regra, a alíquota de 40%. Há isenção para bases de cálculo de até 325.000 libras. A doação para instituições de caridade qualificadas permite a dedução da base de cálculo e ainda a aplicação de uma alíquota reduzida de 36% sobre o remanescente tributável (a alíquota diferenciada aplica-se quando a doação for superior a 10% dos bens sujeitos ao tributo).
Diversas instituições educacionais britânicas mantêm em seus sítios páginas incentivando doações e informando sobre a possibilidade de dedução.

### Japão
Após a reforma de 2013, o Japão diminuiu a faixa de isenção de seu imposto sobre heranças e aumentou a alíquota máxima. Com a aplicação a partir de janeiro de 2015, a faixa de isenção será de trinta milhões de ienes e a alíquota máxima será de cinquenta e cinco por cento (55%). Há regras específicas para a sucessão de empreendimentos empresariais.

### Chile
O Chile possui "imposto sobre herança, legados e doações" com a alíquotas progressivas de 1% a 25%. São isentas de imposto as doações com a única finalidade de beneficência, difusão do ensino e progresso da ciência no país. Determinados bens de raiz (habitação) que se qualifiquem não são gravados pelo imposto.

### China
A China ainda não possui imposto sobre herança.

### Suécia
A Suécia decidiu abolir o imposto de herança sob o principal argumento de que representava um empecilho para a manutenção de empreendimentos familiares.

### Portugal
Em Portugal, transmissões gratuitas ficam sujeitas ao imposto do selo com alíquota de 10% (dez por cento) para transmissão causa mortis, doações e usucapião. Há ainda alíquota de 0,8% para determinadas doações qualificadas pela lei (em determinados casos pode haver cumulação das alíquotas de 0,8% e 10%). Entretanto, cônjuge ou companheiro (unido de facto), descendentes e ascendentes, nas transmissões gratuitas de que forem beneficiários, são isentos em relação à verba de 10%.